# 柳もち

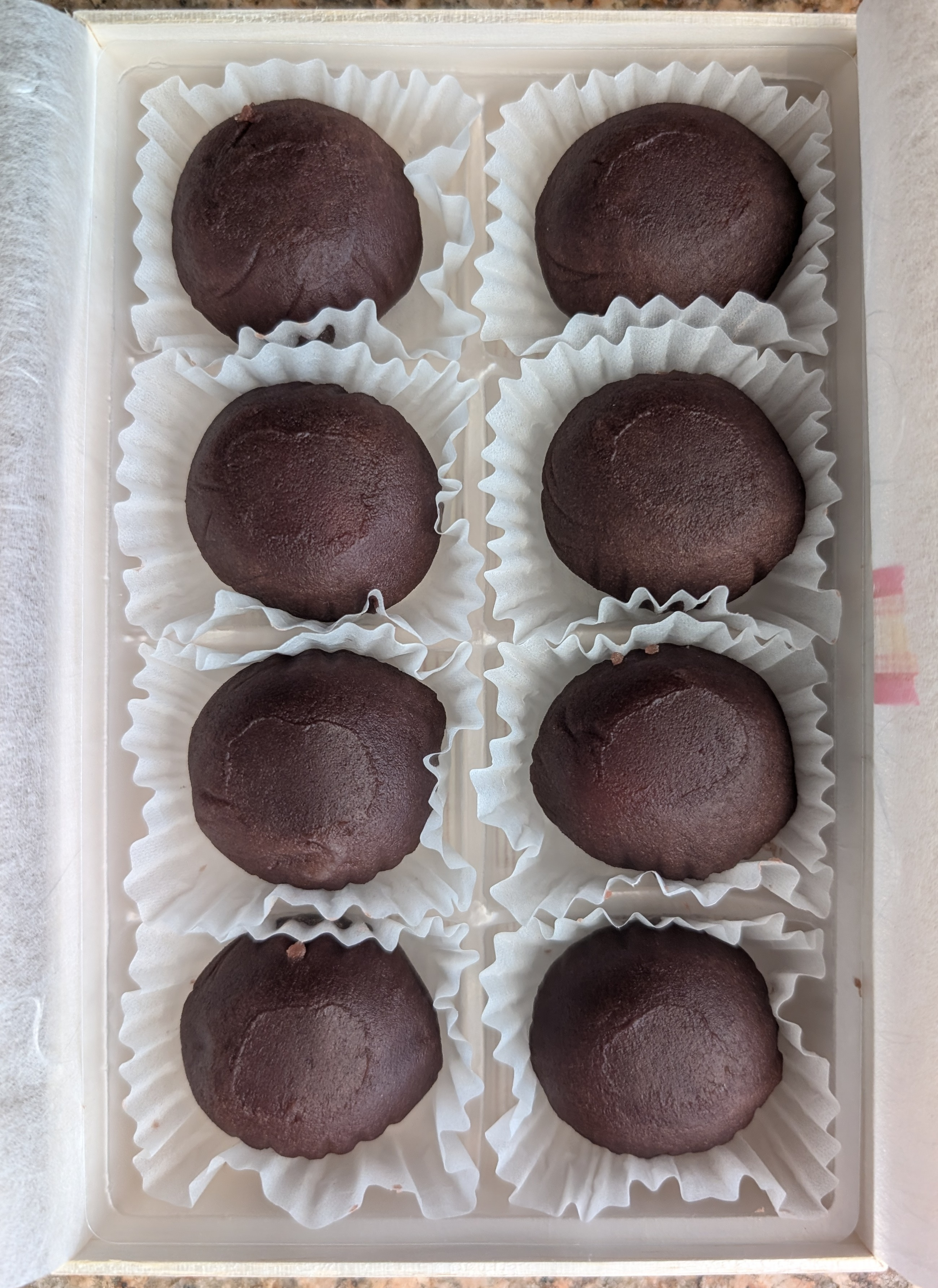
柳もち

柳もち（やなぎもち）は、北海道札幌市の札幌駅で販売されている餅菓子。現在の製造・販売元は札幌駅立売商会。
なお、石川県金沢市の金沢駅でもかつて同名の餅菓子が販売されていたが、本記事では札幌駅の「柳もち」を中心に言及し、金沢駅の「柳もち」については、別項で延べる。

## 概要
札幌駅構内に4か所ある札幌駅立売商会の売店「弁菜亭」で販売されている。
1906年（明治39年）、石川県金沢市出身で札幌市内で旅館を営んでいた洲崎庄次郎が、日本国有鉄道の許可を得て、札幌駅構内で販売を開始した。餅を小豆のこし餡で包んだあんころ餅の一種で、洲崎の郷里である金沢で古くから売られていた同名の団子（あんころ餅）が原型となっている。名前の由来は、北陸路の柳橋の茶店で最初に販売されたからという説や、茶店のそばに柳の木があり、柳の葉のようなほっそりとした一口餅だったからという説などがある。
北海道内で現在販売されている駅弁では、銭函駅の酒まんぢう（甘酒饅頭）に次ぐ歴史を持つ。第二次世界大戦末期から終戦直後にかけて、原料などの不足から一時製造が中止されたが、その後しばらくして復活。当時ルーツである石川県の金沢駅でも「柳もち」は売られていたが、販売再開を機に本家から正式に「柳もち」の名前の使用許可を得ている。
札幌駅の名物として早くから全国的に知られ、土産物としても喜ばれている。人気のピークは昭和20年代で、炭鉱景気に沸いていた夕張・万字などから来た炭鉱マンが、御土産に1人で10～20箱も買っていたという。年末年始や札幌祭り（6月15日）の時期には1日で1500箱以上の売上を記録し、修学旅行などの団体客にも好評であった。その後は洋菓子などに押され、1980年代は1日100～150箱ほどに売上が減少し、2000年代に入ってからは1日20～30箱程度を製造するに留まっている。それでも根強いファンが多く、昼前には完売することが多い。
現在の柳もちは一箱8個入りで、2列に仕切られた木製の容器に納められている。昭和30年代までは一箱12個入りで、小豆餡とてぼ餡（白餡）が4個ずつ交互に納められ、紅白を表していたが、その後白餡は味が落ちやすいという理由から作られなくなり、小豆餡のみとなった。

## 特徴
柳もちは、煮た小豆を砂糖で味付けしたこし餡で、米の餅を包んで作る。作り方は一つずつ手作りで、創業以来変わっていないという。材料の小豆は十勝産、餅は粘りと腰があり、固くなりにくい「はくちょう米」と、何れも北海道産の素材を用いている。

## 金沢駅の「柳もち」
洲崎の郷里・石川県では、7月の土用の丑の日に、「土用餅」として、暑気払いに餡で包んだ餅を食べる風習がある。土用餅は、古くから宮中で土用の時期に食されていたものがルーツで、江戸時代に入って団子を餡で包んだ形に変わり、庶民に広まったとされる。金沢では茶店の名物「柳もち」として親しまれ、1898年（明治31年）から金沢駅構内で立ち売りされて人気を呼び、同じように餡で餅を包んだ「あんころもち」が金沢や県内のさまざまな店や駅で販売されるようになったという。金沢駅の柳もちは、製造元が変わりながらも長く売られていたが、1993年（平成5年）に後継者不足などを理由に一旦その歴史を閉じた。その後2007年（平成19年）に市内の和菓子店「高川栄泉堂」が復活させたが、現在は販売していないという。